# Sikorsky S-40
El Sikorsky S-40 fue un hidrocanoa comercial construido a principios de los años 30, siendo en el momento de su construcción el avión comercial de línea de mayor tamaño de su tiempo. Voló para la Pan American World Airways, con tres modelos, manufacturados por la División Aeronaves de la Vought-Sikorsky United Aircraft Corporation de Stratford Connecticut.

## Historia y notas
La compañía Sikorsky diseñó el S-40 en respuesta a una solicitud de Juan Trippe, presidente de Pan American Airways, para un avión de pasajeros más grande. Los S-40 podían llevar 38 pasajeros, un aumento significativo en capacidad del anterior Sikorsky S-38 con capacidad para solamente ocho. A pesar de su aumento de capacidad significativa, los S-40 fueron de un diseño primitivo. Fue apodado "el "bosque volador" por su laberinto de puntales de apoyo. Al parecer dicho apodo se originó a partir del comentario del asesor técnico de la compañía Charles Lindbergh poco feliz al parecer con el diseño desde el principio que comento "que parecía volar un bosque a través del aire". Sólo fueron construidas tres unidades, ya que Sikorsky diseñó y construyó los más modernos Sikorsky S-42 como reemplazo.
Terminados los trámites de compra por parte de Pan American de la compañía New York, Rio, and Buenos Aires Line (NYBRA) la aerolínea puso en servicio a partir de noviembre de 1931 los tres anfibios Sikorsky S-40 que había encargado en diciembre de 1929. 
Basado en el modelo S-38 anterior podía transportar 38 pasajeros en lujosos compartimentos con paneles de madera en vuelos de hasta 500 millas, o 24 pasajeros en vuelos de hasta 900 millas y reteniendo su configuración de fuselaje en góndola, dos largueros de cola, y configuración monoplana en parasol en el que el "ala inferior" servía para sostener mediante montantes, los flotadores de equilibrio y el arriostramiento alar; el S-40 era un avanzado anfibio de estructura básica íntegramente metálica con 6 tripulantes y estaba propulsado inicialmente por cuatro motores radiales en estrella Pratt & Whitney Hornet de 575 cv sustituidos más tarde por otros del mismo fabricante de 660 cv
El primer S-40 fue bautizado American Clipper por "la Primera Dama" Lou Hoover, esposa del presidente Herbert Hoover el 10 de octubre de 1931, y el primer vuelo con pasaje a bordo se realizó el 19 de noviembre del mismo año. Pilotado por el coronel Charles Lindbergh asesor técnico de la aerolínea y el capitán Basil Rowe como copiloto y con Igor Sikorsky entre los pasajeros; el aparato dejó Miami con destino a San Cristóbal en la Zona del Canal de Panamá, con escalas en Cienfuegos (Cuba), Kingston (Jamaica) y Barranquilla (Colombia). En 1935, los tres aviones fueron redenominados S-40A.
Fueron construidos un total de tres aviones por la división de aviones Vought-Sikorsky de la United Aircraft Corporation en Stratford, Connecticut. Los tres aviones de la serie S-40 fueron:
- NC80V - Caribbean Clipper
- NC81V - American Clipper
- NC752V - Southern Clipper

Los tres S-40 sirvieron sin incidentes durante sus vidas civiles, realizando un total de más de 10 millones de millas. Fueron entregados a la US Navy durante la II Guerra Mundial y usados como transportes y entrenadores para la instrucción de vuelo en polimotores. Los S-40 fueron finalmente retirados y desechados a partir de 1943, siendo desguazados al final de la guerra. El S-40 fue el primer gran hidroavión de Pan American. El American Clipper sirvió como buque insignia de la flota de clipper de Pan Am y este modelo de avión fue el primero en ganar la denominación popular de "Clipper" o "Pan Am Clipper".

## Especificaciones del (S-40)

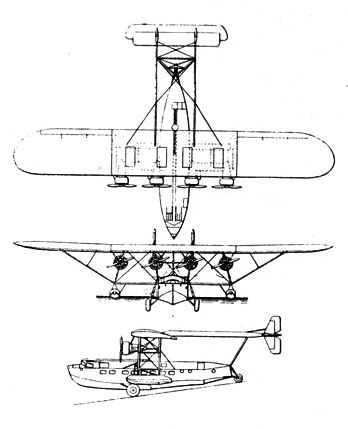
Sikorsky S-40

### Características generales
- Tripulación: 6
- Capacidad: 38
- Longitud: 23,37 m
- Envergadura: 34.74 m*
- Vacío: 11.249 kg
- Peso max: 14.420 kg
- Planta motriz: 4 x Pratt & Whitney R-1690 Hornet, 575 hp (429 kW) c/u

### Especificaciones técnicas
- Tipo: hidrocanoa comercial
- Velocidad max: 217 km/h
- Alcance: 1.408 km
- Techo de vuelo: 3.963 m
- Carga alar: 89 kg/m²
- Potencia/Masa: 0,11 kW/kg
- Peso máximo en despegue: 14.420 kg
- Envergadura: 34,74 m

## Secuencia de designación
S-36 - 
S-38 - 
S-39
S-41
S-40 
S-42
S-43

## Aeronaves similares
- Martin M-130

## Galería

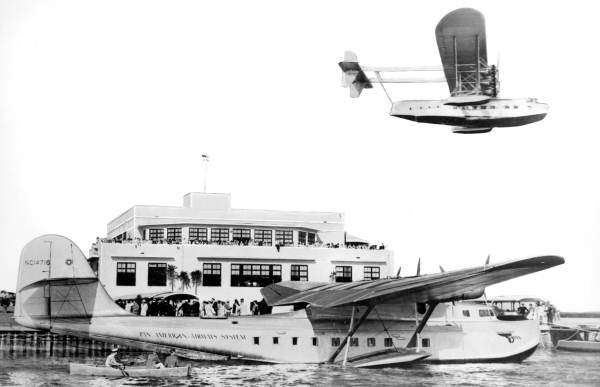
Sikorsky S-40 sobrevolando un Martin M-130
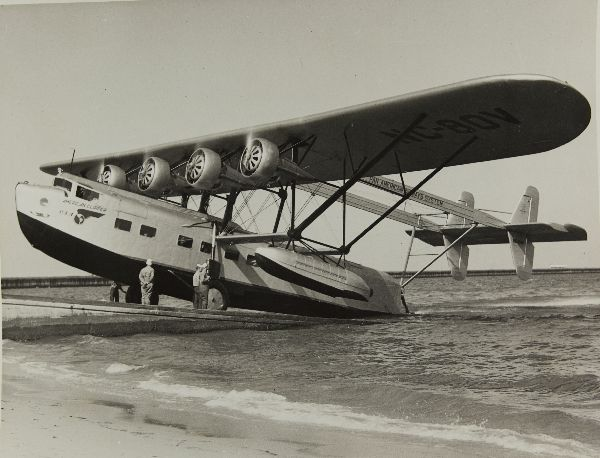
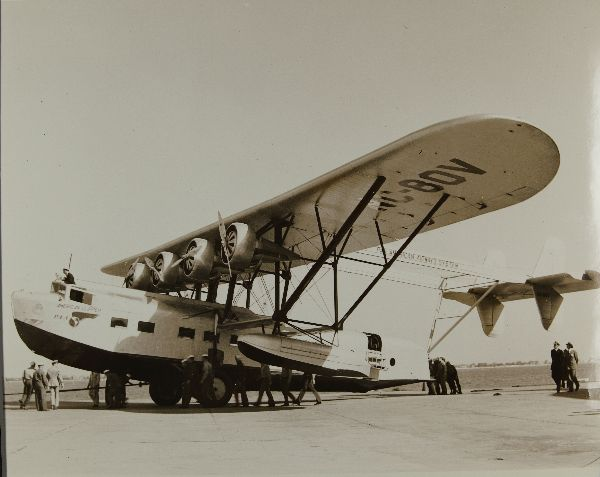
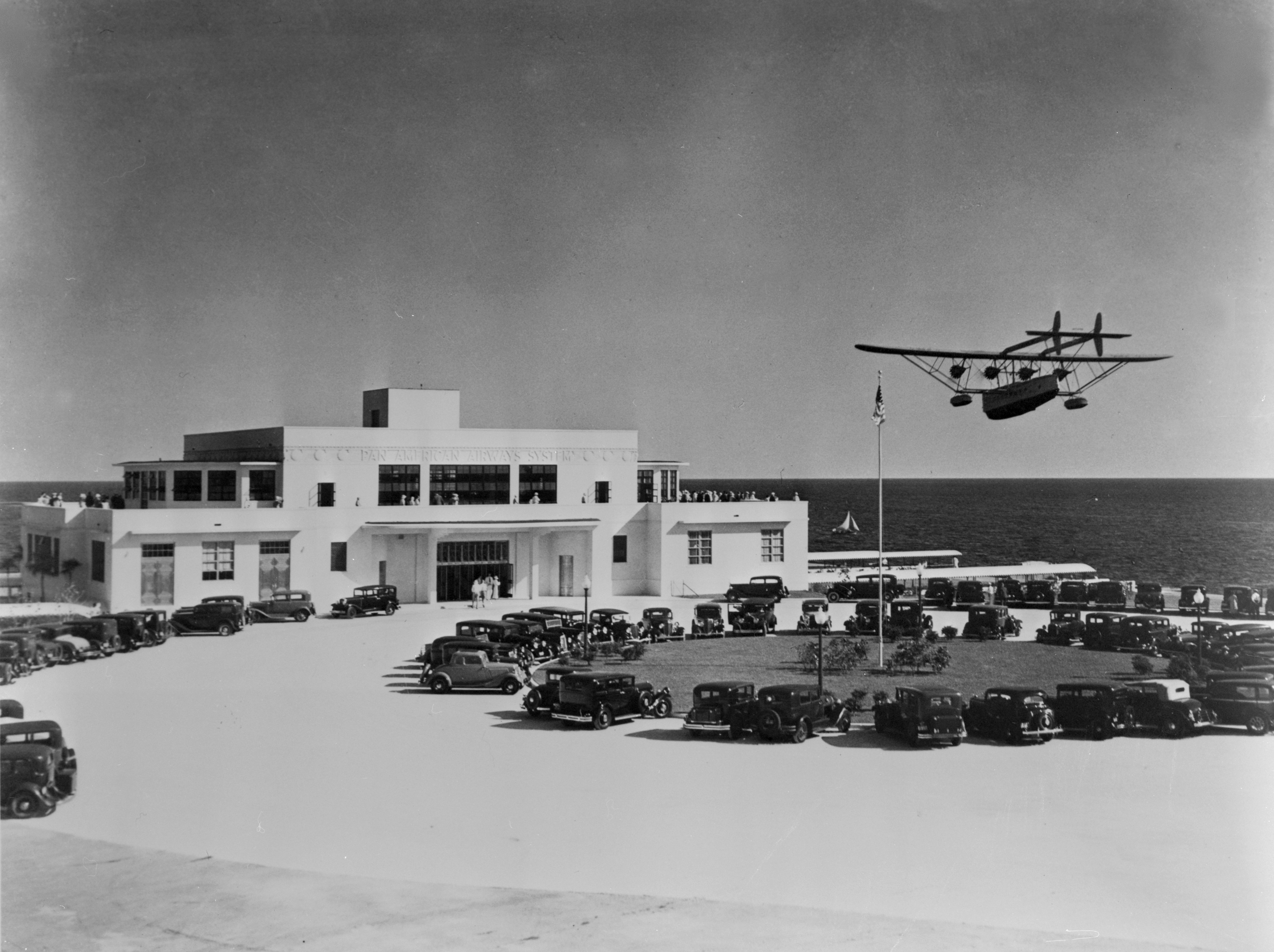
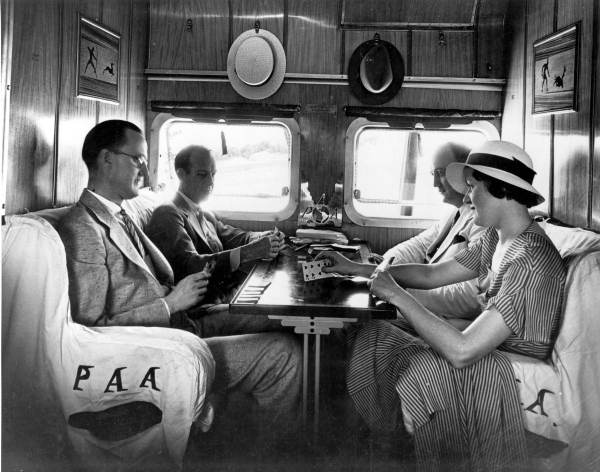
Vista interior cabina pasaje del Sikorsky S-40
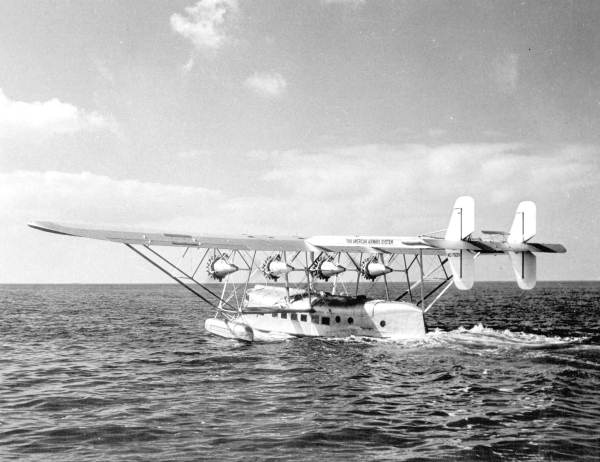
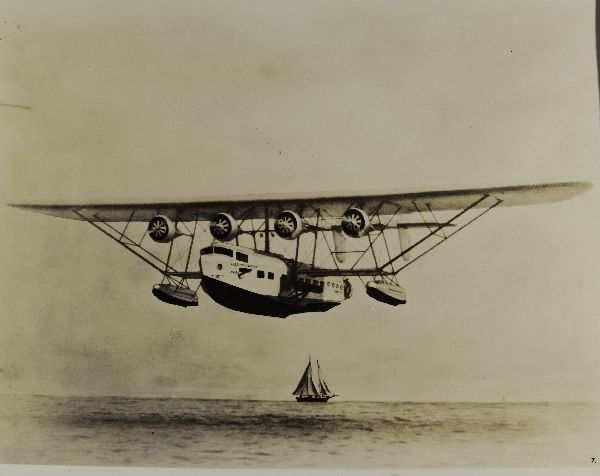

- Datos: Q1760162
- Multimedia: Sikorsky S-40 / Q1760162